# Gais 1934/1935
Fotbollsklubben Gais spelade säsongen 1934/1935 i allsvenskan, där man slutade femma.
Inget cupspel genomfördes denna säsong.

## Inför säsongen

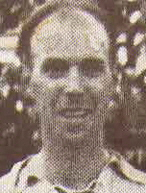
Sven "Jack" Jacobsson debuterade i Gais denna säsong.

Inför säsongen blev det tydligt att Gunnar Zacharoff, som hade missat hela fjolårssäsongen på grund av sin diabetes, aldrig skulle kunna återkomma till fotbollsplanen. "Long-John" Nilsson hade redan våren 1934 lämnat klubben för IFK Östersund, och hade inför den allsvenska premiären skrivit på för AIK. Bland de nya ansiktena i Gais säsongen 1934/1935 märks Torsten Berndtsson, Egon Niklasson, Tage Lindgren, Carl Nilsson och Sven "Jack" Jacobsson. Särskilt den sistnämnde var en stor talang, som kunde spela på flera positioner, främst som centerhalv och centerforward.

## Allsvenskan
Gais höll uppenbart inte samma klass som tidigare, och råkade flera gånger ut för stora nederlag, som 0–6 hemma mot Halmstads BK i november 1934 och 2–8 hemma mot Landskrona Bois i en betydelselös match i slutomgångarna. Man förlorade även båda derbyna mot IFK Göteborg (0–4 och 2–5), men slog Örgryte IS i båda matcherna (2–1 och 3–1). Gais slutade säsongen på femte plats med tio segrar, tre oavgjorda och åtta förluster, och var långt ifrån toppstriden. Gamle trotjänaren Herbert Lundgren spelade bara 6 av 24 matcher under denna sin sista säsong för Gais, men Erik Angren i målet visade emellanåt prov på högklassigt spel.

### Tabell
| Nr | Lag                  | S  | V  | O | F  | GM | IM | MS  | P  |
| -- | -------------------- | -- | -- | - | -- | -- | -- | --- | -- |
| 1  | IFK Göteborg         | 22 | 15 | 3 | 4  | 48 | 22 | +26 | 33 |
| 2  | AIK                  | 22 | 11 | 6 | 5  | 59 | 28 | +31 | 28 |
| 3  | IF Elfsborg          | 22 | 13 | 2 | 7  | 59 | 43 | +16 | 28 |
| 4  | Sandvikens IF        | 22 | 12 | 4 | 6  | 46 | 46 | 0   | 28 |
| 5  | Gais                 | 22 | 10 | 4 | 8  | 44 | 49 | −5  | 24 |
| 6  | Landskrona BoIS (U)  | 22 | 10 | 2 | 10 | 47 | 47 | 0   | 22 |
| 7  | IK Sleipner (U)      | 22 | 9  | 3 | 10 | 55 | 49 | +6  | 21 |
| 8  | Örgryte IS           | 22 | 9  | 2 | 11 | 40 | 42 | −2  | 20 |
| 9  | Halmstads BK         | 22 | 7  | 5 | 10 | 33 | 39 | −6  | 19 |
| 10 | IFK Eskilstuna       | 22 | 7  | 4 | 11 | 37 | 52 | −15 | 18 |
| 11 | Hälsingborgs IF (RM) | 22 | 5  | 5 | 12 | 40 | 49 | −9  | 15 |
| 12 | Gefle IF             | 22 | 2  | 4 | 16 | 37 | 79 | −42 | 8  |

### Seriematcher
| Motståndare     | Hemma | Borta |
| --------------- | ----- | ----- |
| IFK Göteborg    | 0–4   | 2–5   |
| AIK             | 1–1   | 1–4   |
| IF Elfsborg     | 2–0   | 4–1   |
| Sandvikens IF   | 1–2   | 3–3   |
| Landskrona Bois | 2–8   | 1–3   |
| IK Sleipner     | 2–1   | 2–1   |
| Örgryte IS      | 2–1   | 3–1   |
| Halmstads BK    | 0–6   | 1–2   |
| IFK Eskilstuna  | 4–0   | 2–1   |
| Hälsingborgs IF | 1–1   | 4–0   |
| Gefle IF        | 3–1   | 3–3   |

### Spelarstatistik

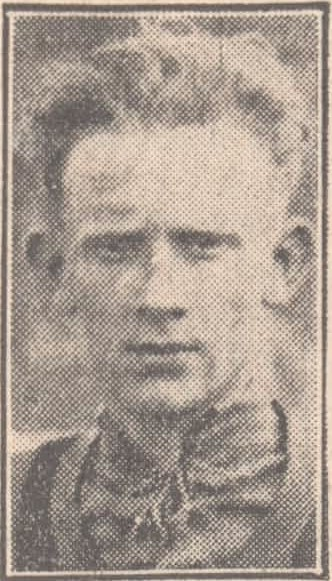
Holger Johansson spelade samtliga 22 matcher och vann Gais interna skytteliga med 12 mål.

Gais använde under säsongen tjugo spelare, varav nio var debutanter.
| Namn                  | Matcher | Mål |
| --------------------- | ------- | --- |
| Holger Johansson      | 22      | 12  |
| Folke Lind            | 22      | 4   |
| Carl Johnsson         | 22      |     |
| Helge Liljebjörn      | 22      |     |
| Bror Wahlström        | 22      |     |
| Ragnar Gustafsson     | 21      | 8   |
| Erik Angren (mv)      | 20      |     |
| Sven Hammar           | 16      | 5   |
| Gustaf Andersson      | 15      | 5   |
| Gunnar Olsson         | 14      | 3   |
| Torsten Berndtsson    | 9       | 2   |
| Egon Niklasson        | 8       | 2   |
| Henry Andersson (1)   | 7       | 1   |
| Tage Lindgren         | 7       |     |
| Herbert Lundgren      | 6       |     |
| Sven Jacobsson        | 4       |     |
| Rudolf Lindström      | 2       |     |
| Evert Gustavsson (mv) | 1       |     |
| Henning Lundgren (mv) | 1       |     |
| Carl Nilsson          | 1       |     |